# Lista odcinków serialu Fringe: Na granicy światów
Lista odcinków serialu Fringe: Na granicy światów. Znajduje się tu również data pierwszej emisji w Polsce (TVN).

## Podsumowanie
| Seria | Seria             | Liczba odcinków | Czas emisji                                                      |
| ----- | ----------------- | --------------- | ---------------------------------------------------------------- |
|       | 1                 | 20              | 9 września 2008 – 12 maja 2009 10 września 2009 – 4 lutego 2010  |
|       | Odcinek dodatkowy | 1               | 11 stycznia 2011 18 listopada 2010                               |
|       | 2                 | 22              | 17 września 2009 – 20 maja 2010 9 września 2010 – 10 lutego 2011 |
|       | 3                 | 22              | 23 września 2010 – 6 maja 2011                                   |
|       | 4                 | 22              | 23 września 2011 – 11 maja 2012                                  |
|       | 5                 | 13              | 28 września 2012 – 18 stycznia 2013                              |

## Sezon 1 (2008–2009)
| Nr | Tytuł                               | Reżyseria             | Scenariusz                                              | Premiera (FOX)       | Premiera w Polsce (TVN) | Kod    |
| -- | ----------------------------------- | --------------------- | ------------------------------------------------------- | -------------------- | ----------------------- | ------ |
| 01 | Pilot                               | Alex Graves           | J.J. Abrams, Alex Kurtzman i Roberto Orci               | 9 września 2008      | 10 września 2009        | 276038 |
| 02 | The Same Old Story                  | Paul Edwards          | Jeff Pinkner, J.J. Abrams, Alex Kurtzman i Roberto Orci | 16 września 2008     | 17 września 2009        | 3T7651 |
| 03 | The Ghost Network                   | Fred Toye             | David H. Goodman i J.R. Orci                            | 23 września 2008     | 24 września 2009        | 3T7652 |
| 04 | The Arrival                         | Paul Edwards          | J.J. Abrams i Jeff Pinkner                              | 30 września 2008     | 1 października 2009     | 3T7653 |
| 05 | Power Hungry                        | Christopher Misiano   | Jason Cahill i Julia Cho                                | 14 października 2008 | 8 października 2009     | 3T7654 |
| 06 | The Cure                            | Bill Eagles           | Felicia D. Henderson i Brad Caleb Kane                  | 21 października 2008 | 15 października 2009    | 3T7655 |
| 07 | In Which We Meet Mr. Jones          | Brad Anderson         | J.J. Abrams i Jeff Pinkner                              | 11 listopada 2008    | 22 października 2009    | 3T7656 |
| 08 | The Equation                        | Gwyneth Horder-Payton | J.R. Orci i David H. Goodman                            | 18 listopada 2008    | 29 października 2009    | 3T7657 |
| 09 | The Dreamscape                      | Frederick E.O. Toye   | Zack Whedon i Julia Cho                                 | 25 listopada 2008    | 5 listopada 2009        | 3T7658 |
| 10 | Safe                                | Michael Zinberg       | David H. Goodman i Jason Cahill                         | 2 grudnia 2008       | 12 listopada 2009       | 3T7659 |
| 11 | Bound                               | Frederick E.O. Toye   | J.J. Abrams, Jeff Pinkner, Alex Kurtzman i Roberto Orci | 20 stycznia 2009     | 19 listopada 2009       | 3T7660 |
| 12 | The No-Brainer                      | John Polson           | David H. Goodman i Brad Caleb Kane                      | 27 stycznia 2009     | 26 listopada 2009       | 3T7661 |
| 13 | The Transformation                  | Brad Anderson         | Zack Whedon i J.R. Orci                                 | 3 lutego 2009        | 3 grudnia 2009          | 3T7662 |
| 14 | Ability                             | Norberto Barba        | Glen Whitman, Robert Chiappetta i David H. Goodman      | 10 lutego 2009       | 10 grudnia 2009         | 3T7663 |
| 15 | Inner Child                         | Frederick E.O. Toye   | Brad Caleb Kane i Julia Cho                             | 7 kwietnia 2009      | 17 grudnia 2009         | 3T7664 |
| 16 | Unleashed                           | Brad Anderson         | Zack Whedon i J.R. Orci                                 | 14 kwietnia 2009     | 7 stycznia 2010         | 3T7665 |
| 17 | Bad Dreams                          | Akiva Goldsman        | Akiva Goldsman                                          | 21 kwietnia 2009     | 14 stycznia 2010        | 3T7666 |
| 18 | Midnight                            | Bobby Roth            | J.H. Wyman i Andrew Kreisberg                           | 28 kwietnia 2009     | 21 stycznia 2010        | 3T7667 |
| 19 | The Road Not Taken                  | Frederick E.O. Toye   | Akiva Goldsman, Jeff Pinkner i J.R. Orci                | 5 maja 2009          | 28 stycznia 2010        | 3T7668 |
| 20 | There’s More Than One of Everything | Brad Anderson         | Akiva Goldsman, Bryan Burk, Jeff Pinkner i J.H. Wyman   | 12 maja 2009         | 4 lutego 2010           | 3T7669 |

### Odcinek dodatkowy
Planowo pierwszy sezon serialu miał liczyć 22 odcinki, jednak w końcu został skrócony do 20 odcinków. 11 stycznia 2010 r., w trakcie trwania drugiej serii, wyemitowany został odcinek specjalny Unearthed. Twórcy serialu ogłosili, że jest to niewyemitowany 21 odcinek pierwszego sezonu serialu. 14 stycznia wyemitowany został kolejny odcinek drugiego sezonu („Johari Window”). Spowodowało to duże zamieszanie, a także błędną numerację odcinków w internecie.
| Nr | Tytuł     | Reżyseria           | Scenariusz                          | Premiera (FOX)   | Premiera w Polsce (TVN) | Kod    |
| -- | --------- | ------------------- | ----------------------------------- | ---------------- | ----------------------- | ------ |
| 21 | Unearthed | Frederick E.O. Toye | David H. Goodman i Andrew Kreisberg | 11 stycznia 2010 | 18 listopada 2010       | 3T7670 |

## Sezon 2 (2009–2010)
| Nr | Tytuł                                  | Reżyseria      | Scenariusz                                                          | Premiera (FOX)       | Premiera w Polsce (TVN) | Kod    |
| -- | -------------------------------------- | -------------- | ------------------------------------------------------------------- | -------------------- | ----------------------- | ------ |
| 01 | A New Day in the Old Town              | Akiva Goldsman | J.J. Abrams i Akiva Goldsman                                        | 17 września 2009     | 9 września 2010         | 3X5101 |
| 02 | Night of Desirable Objects             | Brad Anderson  | Jeff Pinkner i J.H. Wyman                                           | 24 września 2009     | 16 września 2010        | 3X5102 |
| 03 | Fracture                               | Bryan Spicer   | David Wilcox                                                        | 1 października 2009  | 23 września 2010        | 3X5103 |
| 04 | Momentum Deferred                      | Joe Chappelle  | Zack Stentz i Ashley Edward Miller                                  | 8 października 2009  | 30 września 2010        | 3X5104 |
| 05 | Dream Logic                            | Paul Edwards   | Josh Singer                                                         | 15 października 2009 | 7 października 2010     | 3X5105 |
| 06 | Earthling                              | Jon Cassar     | J.H. Wyman i Jeff Vlaming                                           | 5 listopada 2009     | 14 października 2010    | 3X5106 |
| 07 | Of Human Action                        | Joe Chappelle  | Robert Chiappetta i Glen Whitman                                    | 12 listopada 2009    | 21 października 2010    | 3X5107 |
| 08 | August                                 | Dennis Smith   | J.H. Wyman i Jeff Pinkner                                           | 19 listopada 2009    | 28 października 2010    | 3X5108 |
| 09 | Snakehead                              | Paul Holahan   | David Wilcox                                                        | 3 grudnia 2009       | 4 listopada 2010        | 3X5109 |
| 10 | Grey Matters                           | Jeannot Szwarc | Ashley Edward Miller i Zack Stentz                                  | 10 grudnia 2009      | 11 listopada 2010       | 3X5110 |
| 11 | Johari Window                          | Joe Chappelle  | Josh Singer                                                         | 14 stycznia 2010     | 25 listopada 2010       | 3X5111 |
| 12 | What Lies Below                        | Deran Sarafian | Jeff Vlaming                                                        | 21 stycznia 2010     | 2 grudnia 2010          | 3X5112 |
| 13 | The Bishop Revival                     | Adam Davidson  | Glen Whitman i Robert Chiappetta                                    | 28 stycznia 2010     | 9 grudnia 2010          | 3X5113 |
| 14 | Jacksonville                           | Charles Beeson | Ashley Edward Miller i Zack Stentz                                  | 4 lutego 2010        | 16 grudnia 2010         | 3X5114 |
| 15 | Peter                                  | David Straiton | J.H. Wyman, Jeff Pinkner, Akiva Goldsman i Josh Singer              | 1 kwietnia 2010      | 23 grudnia 2010         | 3X5115 |
| 16 | Olivia. In the Lab. With the Revolver. | Brad Anderson  | Matthew Pitts                                                       | 8 kwietnia 2010      | 30 grudnia 2010         | 3X5116 |
| 17 | White Tulip                            | Thomas Yatsko  | J.H. Wyman i Jeff Vlaming                                           | 15 kwietnia 2010     | 6 stycznia 2011         | 3X5117 |
| 18 | The Man from the Other Side            | Jeffrey Hunt   | Josh Singer i Ethan Gross                                           | 22 kwietnia 2010     | 13 stycznia 2011        | 3X5118 |
| 19 | Brown Betty                            | Seith Mann     | Jeff Pinkner, J.H. Wyman i Akiva Goldsman                           | 29 kwietnia 2010     | 20 stycznia 2011        | 3X5119 |
| 20 | Northwest Passage                      | Joe Chappelle  | Ashley Edward Miller, Zack Stentz, Nora Zuckerman i Lilla Zuckerman | 6 maja 2010          | 27 stycznia 2011        | 3X5120 |
| 21 | Over There (Part 1)                    | Akiva Goldsman | J.H. Wyman, Jeff Pinkner i Akiva Goldsman                           | 13 maja 2010         | 3 lutego 2011           | 3X5121 |
| 22 | Over There (Part 2)                    | Akiva Goldsman | Jeff Pinkner, J.H. Wyman i Akiva Goldsman                           | 20 maja 2010         | 10 lutego 2011          | 3X5122 |

## Sezon 3 (2010–2011)
| Nr | Tytuł                                     | Reżyseria           | Scenariusz                                                    | Premiera (FOX)       | Kod    |
| -- | ----------------------------------------- | ------------------- | ------------------------------------------------------------- | -------------------- | ------ |
| 01 | Olivia                                    | Joe Chappelle       | J.H. Wyman i Jeff Pinkner                                     | 23 września 2010     | 3X6101 |
| 02 | The Box                                   | Jeffrey Hunt        | Josh Singer i Graham Roland                                   | 30 września 2010     | 3X6102 |
| 03 | The Plateau                               | Brad Anderson       | Alison Schapker i Monica Owusu-Breen                          | 7 października 2010  | 3X6103 |
| 04 | Do Shapeshifters Dream of Electric Sheep? | Ken Fink            | David Wilcox i Matthew Pitts                                  | 14 października 2010 | 3X6104 |
| 05 | Amber 31422                               | David Straiton      | Josh Singer i Ethan Gross                                     | 4 listopada 2010     | 3X6105 |
| 06 | 6955 kHz                                  | Joe Chappelle       | Robert Chiappetta i Glen Whitman                              | 11 listopada 2010    | 3X6106 |
| 07 | The Abducted                              | Chuck Russell       | David Wilcox i Graham Roland                                  | 18 listopada 2010    | 3X6107 |
| 08 | Entrada                                   | Brad Anderson       | Jeff Pinkner i J.H. Wyman                                     | 2 grudnia 2010       | 3X6108 |
| 09 | Marionette                                | Joe Chappelle       | Monica Owusu-Breen i Alison Schapker                          | 9 grudnia 2010       | 3X6109 |
| 10 | The Firefly                               | Charles Beeson      | J.H. Wyman i Jeff Pinkner                                     | 21 stycznia 2011     | 3X6110 |
| 11 | Reciprocity                               | Jeannot Szwarc      | Josh Singer                                                   | 28 stycznia 2011     | 3X6111 |
| 12 | Concentrate and Ask Again                 | Dennis Smith        | Graham Roland i Matthew Pitts                                 | 4 lutego 2011        | 3X6112 |
| 13 | Immortality                               | Brad Anderson       | David Wilcox i Ethan Gross                                    | 11 lutego 2011       | 3X6113 |
| 14 | 6B                                        | Thomas Yatsko       | Glen Whitman i Robert Chiappetta                              | 18 lutego 2011       | 3X6114 |
| 15 | Subject 13                                | Frederick E.O. Toye | Jeff Pinkner, J.H. Wyman i Akiva Goldsman                     | 25 lutego 2011       | 3X6115 |
| 16 | Os                                        | Brad Anderson       | Josh Singer i Graham Roland                                   | 11 marca 2011        | 3X6116 |
| 17 | Stowaway                                  | Charles Beeson      | J.H. Wyman, Jeff Pinkner, Akiva Goldsman i Danielle Dispaltro | 18 marca 2011        | 3X6117 |
| 18 | Bloodline                                 | Dennis Smith        | Alison Schapker i Monica Owusu-Breen                          | 25 marca 2011        | 3X6118 |
| 19 | Lysergic Acid Diethylamide                | Joe Chappelle       | Jeff Pinkner, J.H. Wyman i Akiva Goldsman                     | 15 kwietnia 2011     | 3X6119 |
| 20 | 6:02 AM EST                               | Jeannot Szwarc      | David Wilcox, Josh Singer i Graham Roland                     | 22 kwietnia 2011     | 3X6120 |
| 21 | The Last Sam Weiss                        | Thomas Yatsko       | Monica Owusu-Breen i Alison Schapker                          | 29 kwietnia 2011     | 3X6121 |
| 22 | The Day We Died                           | Joe Chappelle       | Jeff Pinkner, J.H. Wyman i Akiva Goldsman                     | 20 maja 2011         | 3X6122 |

## Sezon 4 (2011–2012)
| Nr | Tytuł                           | Reżyseria           | Scenariusz                                  | Premiera (FOX)       | Kod    |
| -- | ------------------------------- | ------------------- | ------------------------------------------- | -------------------- | ------ |
| 01 | Neither Here Nor There          | Joe Chappelle       | Jeff Pinkner, J.H. Wyman i Akiva Goldsman   | 23 września 2011     | 3X7001 |
| 02 | One Night in October            | Brad Anderson       | Alison Schapker i Monica Owusu-Breen        | 30 września 2011     | 3X7002 |
| 03 | Alone in the World              | Miguel Sapochnik    | David Fury                                  | 7 października 2011  | 3X7003 |
| 04 | Subject 9                       | Joe Chappelle       | Jeff Pinkner, J.H. Wyman i Akiva Goldsman   | 14 października 2011 | 3X7004 |
| 05 | Novation                        | Paul Holahan        | J.R. Orci i Graham Roland                   | 21 października 2011 | 3X7005 |
| 06 | And Those We’ve Left Behind     | Brad Anderson       | Robert Chiappetta i Glen Whitman            | 28 października 2011 | 3X7006 |
| 07 | Wallflower                      | Anthony Hemingway   | Matthew Pitts i Justin Doble                | 4 listopada 2011     | 3X7007 |
| 08 | Back To Where You’ve Never Been | Jeannot Szwerc      | David Fury                                  | 13 stycznia 2012     | 3X7008 |
| 09 | Enemy of My Enemy               | Joe Chappelle       | Monica Owusu-Breen i Alison Schapker        | 20 stycznia 2012     | 3X7009 |
| 10 | Forced Perspective              | David Solomon       | Ethan Gross                                 | 27 stycznia 2012     | 3X7010 |
| 11 | Making Angels                   | Charles Beeson      | Akiva Goldsman, J.H. Wyman i Jeff Pinkner   | 3 lutego 2012        | 3X7011 |
| 12 | Welcome to Westfield            | David Straiton      | J.R. Orci i Graham Roland                   | 10 lutego 2012       | 3X7012 |
| 13 | A Better Human Being            | Joe Chappelle       | Glen Whitman i Robert Chiappetta            | 17 lutego 2012       | 3X7013 |
| 14 | The End of All Things           | Jeff Hunt           | David Fury                                  | 24 lutego 2012       | 3X7014 |
| 15 | A Short Story About Love        | J.H. Wyman          | J.H. Wyman i Graham Roland                  | 23 marca 2012        | 3X7015 |
| 16 | Nothing as It Seems             | Frederick E.O. Toye | Jeff Pinkner i Akiva Goldsman               | 30 marca 2012        | 3X7016 |
| 17 | Everything In Its Right Place   | David Moxness       | David Fury, J.R. Orci i Matt Pitts          | 6 kwietnia 2012      | 3X7017 |
| 18 | The Consultant                  | Jeannot Szwarc      | Christine Lavaf                             | 13 kwietnia 2012     | 3X7018 |
| 19 | Letters of Transit              | Joe Chappelle       | Akiva Goldsman, J.H. Wyman i Jeff Pinkner   | 20 kwietnia 2012     | 3X7019 |
| 20 | Worlds Apart                    | Charles Beeson      | Graham Roland, Matt Pitts i Nicole Phillips | 27 kwietnia 2012     | 3X7020 |
| 21 | Brave New World (Part 1)        | Joe Chappelle       | J.H. Wyman, Jeff Pinkner i Akiva Goldsman   | 4 maja 2012          | 3X7021 |
| 22 | Brave New World (Part 2)        | Joe Chappelle       | Jeff Pinkner, J.H. Wyman i Akiva Goldsman   | 11 maja 2012         | 3X7022 |

## Sezon 5 (2012–2013)
| Nr | Tytuł                                                 | Reżyseria                         | Scenariusz              | Premiera (FOX)       | Kod    |
| -- | ----------------------------------------------------- | --------------------------------- | ----------------------- | -------------------- | ------ |
| 01 | Transilience Thought Unifier Model-11                 | Miguel Sapochnik i Jeannot Szwarc | J.H. Wyman              | 28 września 2012     | 3X7501 |
| 02 | In Absentia                                           | Jeannot Szwarc                    | David Fury i J.H. Wyman | 5 października 2012  | 3X7502 |
| 03 | The Recordist                                         | Jeff T. Thomas                    | Graham Roland           | 12 października 2012 | 3X7503 |
| 04 | The Bullet That Saved The World                       | David Straiton                    | Alison Schapker         | 26 października 2012 | 3X7504 |
| 05 | An Origin Story                                       | P. J. Pesce                       | J.H. Wyman              | 2 listopada 2012     | 3X7505 |
| 06 | Through the Looking Glass and What Walter Found There | Jon Cassar                        | David Fury              | 9 listopada 2012     | 3X7506 |
| 07 | Five-Twenty-Ten                                       | Eagle Egilsson                    | Graham Roland           | 16 listopada 2012    | 3X7507 |
| 08 | The Human Kind                                        | Dennis Smith                      | Alison Schapker         | 7 grudnia 2012       | 3X7508 |
| 09 | Black Blotter                                         | Tommy Gormley                     | Kristin Cantrell        | 14 grudnia 2012      | 3X7509 |
| 10 | Anomaly XB-6783                                       | Jeffrey Hunt                      | David Fury              | 21 grudnia 2012      | 3X7510 |
| 11 | The Boy Must Live                                     | Paul Holahan                      | Graham Roland           | 11 stycznia 2013     | 3X7511 |
| 12 | Liberty                                               | P. J. Pesce                       | Alison Schapker         | 18 stycznia 2013     | 3X7512 |
| 13 | An Enemy of Fate                                      | J.H. Wyman                        | J.H. Wyman              | 18 stycznia 2013     | 3X7512 |